# Handle with Care (film, 1977)
Pour les articles homonymes, voir Handle with Care.
Pour plus de détails, voir Fiche technique et Distribution.
Handle with Care, sorti sous le titre Citizens Band, est un film américain réalisé par Jonathan Demme, sorti en 1977.

## Synopsis
Le film met en scène destins croisés autour du radio locale du Nebraska coordonnée par Paul LeMat.

## Fiche technique
- Titre : Handle with Care
- Titre d'origine : Citizens Band
- Réalisation : Jonathan Demme
- Scénario : Paul Brickman
- Musique : Bill Conti
- Photographie : Jordan Cronenweth
- Montage : John F. Link
- Production : Freddie Fields
- Société de production : Paramount Pictures et The Fields Company
- Société de distribution : Paramount Pictures (États-Unis)
- Pays :  États-Unis
- Genre : Comédie dramatique
- Durée : 98 minutes
- Dates de sortie : 
  -  États-Unis : 18 mai 1977

## Distribution
- Paul Le Mat : Spider
- Candy Clark : Electra
- Bruce McGill : Blood
- Roberts Blossom : Papa Thermodyne
- Charles Napier : Chrome Angel
- Ann Wedgeworth : Dallas Angel
- Marcia Rodd : Portland Angel
- Alix Elias : Hot Coffee
- Richard Bright : Smilin' Jack
- Ed Begley Jr. : le Prêtre
- Michael Rothman : Cochise
- Michael Mahler : l'Arnaqueur
- Harry Northup : le Baron rouge
- Will Seltzer : Warlock
- Leila Smith : Grandma Breaker
- Micki Mann : la mère de l'Arnaqueur
- Arthur French : Tony
- Rob Reece : Les

## Distinctions
Le film a été nommé pour deux National Society of Film Critics Awards et a reçu celui du meilleur second rôle féminin pour Ann Wedgeworth.